# Сонячне (Херсонський район)
Сонячне — селище в Україні, у Херсонській міській громаді Херсонського району Херсонської області. Станом на 2001 рік у селищі мешкали 782 особи.

## Населення

### Мова
Розподіл населення за рідною мовою за даними перепису 2001 року:
| Мова            | Кількість | Відсоток |
| --------------- | --------- | -------- |
| українська      | 715       | 91.43%   |
| російська       | 63        | 8.05%    |
| білоруська      | 1         | 0.13%    |
| польська        | 1         | 0.13%    |
| німецька        | 1         | 0.13%    |
| інші/не вказали | 1         | 0.13%    |
| Усього          | 782       | 100%     |

## Історія
12 червня 2020 року, відповідно до Розпорядження Кабінету Міністрів України № 726-р «Про визначення адміністративних центрів та затвердження територій територіальних громад Херсонської області», увійшло до складу Херсонської міської громади.
19 липня 2020 року, в результаті адміністративно-територіальної реформи увійшло до складу новоутвореного Херсонського району.
У березні 2022 року селище тимчасово окуповане російськими військами під час російсько-української війни.
11 листопада 2022 року визволене в результаті контрнаступу ЗСУ в Херсонській області.